# FIFA-Arabien-Pokal 2021/Gruppe C
| Pl. | Land          | Sp. | S | U | N | Tore    | Diff. | Punkte |
| --- | ------------- | --- | - | - | - | ------- | ----- | ------ |
| 1.  | Marokko       | 3   | 3 | 0 | 0 | 009:000 | +9    | 09     |
| 2.  | Jordanien     | 3   | 2 | 0 | 1 | 006:500 | +1    | 06     |
| 3.  | Saudi-Arabien | 3   | 0 | 1 | 2 | 001:300 | −2    | 01     |
| 4.  | Palästina     | 3   | 0 | 1 | 2 | 002:100 | −8    | 01     |

Die Gruppe C des FIFA-Arabien-Pokals 2021 war eine der vier Gruppen des Turniers. Die ersten beiden Spiele wurden am 1. Dezember 2021 ausgetragen, der letzte Spieltag fand am 7. Dezember 2021 statt. Die Gruppe bestand aus den Nationalmannschaften aus Marokko, Saudi-Arabien, Jordanien und Palästina.

## Marokko – Palästina 4:0 (1:0)
| Marokko                                                                   | Marokko | Palästina | Palästina |
| ------------------------------------------------------------------------- | --- | --- | --------- |
| Marokko                                                                   | \| 1. Spieltag \| \| 1. Dezember 2021 um 19:00 Uhr (17:00 MEZ) in al-Wakra (al-Janoub Stadium) \| \| Zuschauer: 3.843 \| \| Schiedsrichter: Matthew Conger ( Neuseeland) \| \| Spielbericht \| | \| 1. Spieltag \| \| 1. Dezember 2021 um 19:00 Uhr (17:00 MEZ) in al-Wakra (al-Janoub Stadium) \| \| Zuschauer: 3.843 \| \| Schiedsrichter: Matthew Conger ( Neuseeland) \| \| Spielbericht \| | Palästina |
| Marokko                                                                   | Anas Zniti – Mohamed Chibi, Badr Benoun , Marwane Saâdane, Mohamed Nahiri – Walid El Karti (75. Mohammed Ali Bemammer), Yahya Jabrane (83. Driss Fettouhi), Abdelilah Hafidi (72. Ayman El Hassouni) – Ismail El Haddad (72. Soufiane Rahimi), Karim El Berkaoui (46. Walid Azaro), Achraf Bencharki Cheftrainer: Hussein Ammouta | Amr Kaddoura – Abdel Salam Salama, Mohammed Saleh, Abdelatif Bahdari , Yaser Hamed, Ahmed Qatmish – Layth Kharoub (73. Mahmoud Abu Warda), Mohammed Yameen (89. Oday Kharoub), Mohammed Rashid (73. Mohammed Darweesh), Tamer Seyam – Mahmoud Eid (73. Reebal Dahamshi) Cheftrainer: Makram Daboub ( Tunesien) | Palästina |
| Marokko                                                                   | 1:0 Nahiri (31.) 2:0 Hafidi (56.) 3:0 Hafidi (64.) 4:0 Benoun (87., Foulelfmeter) | | Palästina |
| Marokko                                                                   | Chibi (40.) | L. Kharoub (29.) | Palästina |
| 1. Spieltag                                                               | | |           |
| 1. Dezember 2021 um 19:00 Uhr (17:00 MEZ) in al-Wakra (al-Janoub Stadium) | | |           |
| Zuschauer: 3.843                                                          | | |           |
| Schiedsrichter: Matthew Conger ( Neuseeland)                              | | |           |
| Spielbericht                                                              | | |           |

## Saudi-Arabien – Jordanien 0:1 (0:0)
| Saudi-Arabien                                                                   | Saudi-Arabien | Jordanien | Jordanien |
| ------------------------------------------------------------------------------- | --- | --- | --------- |
| Saudi-Arabien                                                                   | \| 1. Spieltag \| \| 1. Dezember 2021 um 22:00 Uhr (20:00 MEZ) in ar-Rayyan (Education City Stadium) \| \| Zuschauer: 4.777 \| \| Schiedsrichter: Bakary Gassama ( Gambia) \| \| Spielbericht \| | \| 1. Spieltag \| \| 1. Dezember 2021 um 22:00 Uhr (20:00 MEZ) in ar-Rayyan (Education City Stadium) \| \| Zuschauer: 4.777 \| \| Schiedsrichter: Bakary Gassama ( Gambia) \| \| Spielbericht \| | Jordanien |
| Saudi-Arabien                                                                   | Mohammed al-Rubaie – Muhannad al-Shanqeeti, Waleed al-Ahmed (69. Meshal al-Sebyani), Khalifah al-Dawsari, Moteb al-Harbi – Saud Abdulhamid , Ayman Yahya, Bader Munshi (69. Haitham Asiri), Turki al-Ammar (88. Mohammed al-Qahtani), Ali Majrashi (81. Hamed al-Ghamdi) – Abdullah al-Hamdan (80. Abdullah Radif) Cheftrainer: Hervé Renard ( Frankreich) | Yazid Abu Layla – Ihsan Haddad, Yazan al-Arab, Mohammad al-Dmeiri (61. Abdallah Naseeb), Mohammad Abu Hasheesh – Ali Olwan, Noor al-Rawabdeh, Baha’ Abdel-Rahman (71. Ibrahim Sadeh), Mahmoud al-Mardi (83. Yaseen al-Bakhit) – Baha’ Faisal (83. Hamza al-Dardour), Yazan al-Naimat (61. Ahmad Tha’er) Cheftrainer: Adnan Hamad ( Irak) | Jordanien |
| Saudi-Arabien                                                                   | 0:1 al-Dawsari (62., Eigentor) | | Jordanien |
| Saudi-Arabien                                                                   | al-Ammar (47.), al-Dawsari (56.) | Abdel-Rahman (51.) | Jordanien |
| Saudi-Arabien                                                                   | al-Dawsari (73.) | | Jordanien |
| Saudi-Arabien                                                                   | Haddad (53.) | | Jordanien |
| 1. Spieltag                                                                     | | |           |
| 1. Dezember 2021 um 22:00 Uhr (20:00 MEZ) in ar-Rayyan (Education City Stadium) | | |           |
| Zuschauer: 4.777                                                                | | |           |
| Schiedsrichter: Bakary Gassama ( Gambia)                                        | | |           |
| Spielbericht                                                                    | | |           |

## Jordanien – Marokko 0:4 (0:3)
| Jordanien                                                                      | Jordanien | Marokko | Marokko |
| ------------------------------------------------------------------------------ | --- | --- | ------- |
| Jordanien                                                                      | \| 2. Spieltag \| \| 4. Dezember 2021 um 13:00 Uhr (11:00 MEZ) in ar-Rayyan (Ahmed bin Ali Stadium) \| \| Zuschauer: 7.890 \| \| Schiedsrichter: Facundo Tello ( Argentinien) \| \| Spielbericht \| | \| 2. Spieltag \| \| 4. Dezember 2021 um 13:00 Uhr (11:00 MEZ) in ar-Rayyan (Ahmed bin Ali Stadium) \| \| Zuschauer: 7.890 \| \| Schiedsrichter: Facundo Tello ( Argentinien) \| \| Spielbericht \| | Marokko |
| Jordanien                                                                      | Yazid Abu Layla – Hadi al-Hourani, Abdallah Naseeb (72. Mohammad Abu Zrayq), Yazan al-Arab, Mohammad Abu Hasheesh – Noor al-Rawabdeh, Rajaei Ayed (46. Baha’ Abdel-Rahman) – Ali Olwan, Ahmad Sariweh (46. Yaseen al-Bakhit), Mahmoud al-Mardi (76. Ibrahim Sadeh) – Baha’ Faisal (15. Hamza al-Dardour) Cheftrainer: Adnan Hamad ( Irak) | Anas Zniti – Mohamed Chibi, Soufiane Bouftini, Badr Benoun , Mohamed Nahiri (73. Hamza El Moussaoui) – Walid El Karti (73. Driss Fettouhi), Yahya Jabrane, Abdelilah Hafidi (61. Mohammed Ali Bemammer) – Ismail El Haddad (85. Mohamed Fouzair), Walid Azaro, Achraf Bencharki (61. Soufiane Rahimi) Cheftrainer: Hussein Ammouta | Marokko |
| Jordanien                                                                      | 0:1 Jabrane (4.) 0:2 Benoun (24.) 0:3 Chibi (45.+3') 0:4 Rahimi (88., Foulelfmeter) | | Marokko |
| Jordanien                                                                      | Abu Hasheesh (41.), Naseeb (66.) | | Marokko |
| 2. Spieltag                                                                    | | |         |
| 4. Dezember 2021 um 13:00 Uhr (11:00 MEZ) in ar-Rayyan (Ahmed bin Ali Stadium) | | |         |
| Zuschauer: 7.890                                                               | | |         |
| Schiedsrichter: Facundo Tello ( Argentinien)                                   | | |         |
| Spielbericht                                                                   | | |         |

## Palästina – Saudi-Arabien 1:1 (1:0)
| Palästina                                                                       | Palästina | Saudi-Arabien | Saudi-Arabien |
| ------------------------------------------------------------------------------- | --- | --- | ------------- |
| Palästina                                                                       | \| 2. Spieltag \| \| 4. Dezember 2021 um 22:00 Uhr (20:00 MEZ) in ar-Rayyan (Education City Stadium) \| \| Zuschauer: 3.075 \| \| Schiedsrichter: Said Martínez ( Honduras) \| \| Spielbericht \| | \| 2. Spieltag \| \| 4. Dezember 2021 um 22:00 Uhr (20:00 MEZ) in ar-Rayyan (Education City Stadium) \| \| Zuschauer: 3.075 \| \| Schiedsrichter: Said Martínez ( Honduras) \| \| Spielbericht \| | Saudi-Arabien |
| Palästina                                                                       | Amr Kaddoura – Mohammed Saleh, Abdelatif Bahdari , Yaser Hamed, Mohammed Khalil – Mohammed Rashid (79. Mohammed Darweesh), Mahmoud Abu Warda – Tamer Seyam, Mohammed Yameen (46. Oday Kharoub), Layth Kharoub (62. Reebal Dahamshi) – Khaled Salem (62. Mahmoud Eid) Cheftrainer: Makram Daboub ( Tunesien) | Zaid al-Bawardi – Nawaf Boushal, Meshal al-Sebyani (46. Naif al-Mas), Waleed al-Ahmed, Sulaiman Hazazi (84. Moteb al-Harbi) – Hamed al-Ghamdi (60. Abdullah al-Hamdan), Saud Abdulhamid – Mohammed al-Qahtani, Abdullah Radif (60. Haitham Asiri), Ali Majrashi (46. Ayman Yahya) – Firas al-Buraikan Cheftrainer: Hervé Renard ( Frankreich) | Saudi-Arabien |
| Palästina                                                                       | 1:0 Rashid (45.+2') | 1:1 al-Hamdan (81.) | Saudi-Arabien |
| Palästina                                                                       | O. Kharoub (66.) | Abdulhamid (58.) | Saudi-Arabien |
| 2. Spieltag                                                                     | | |               |
| 4. Dezember 2021 um 22:00 Uhr (20:00 MEZ) in ar-Rayyan (Education City Stadium) | | |               |
| Zuschauer: 3.075                                                                | | |               |
| Schiedsrichter: Said Martínez ( Honduras)                                       | | |               |
| Spielbericht                                                                    | | |               |

## Marokko – Saudi-Arabien 1:0 (0:0)
| Marokko                                                                | Marokko | Saudi-Arabien | Saudi-Arabien |
| ---------------------------------------------------------------------- | --- | --- | ------------- |
| Marokko                                                                | \| 3. Spieltag \| \| 7. Dezember 2021 um 18:00 Uhr (16:00 MEZ) in Doha (al-Thumama Stadium) \| \| Zuschauer: 8.502 \| \| Schiedsrichter: Andrés Matonte ( Uruguay) \| \| Spielbericht \|                                                                                       | \| 3. Spieltag \| \| 7. Dezember 2021 um 18:00 Uhr (16:00 MEZ) in Doha (al-Thumama Stadium) \| \| Zuschauer: 8.502 \| \| Schiedsrichter: Andrés Matonte ( Uruguay) \| \| Spielbericht \| | Saudi-Arabien |
| Marokko                                                                | Abdelali Mhamdi – Mohamed Nahiri (75. Mohamed Chibi), Achraf Dari, Soufiane Bouftini, Hamza El Moussaoui – Mohammed Ali Bemammer , Driss Fettouhi, Ayman El Hassouni – Mohamed Fouzair (75. Ismail El Haddad), Karim El Berkaoui, Soufiane Rahimi Cheftrainer: Hussein Ammouta | Zaid al-Bawardi – Saud Abdulhamid , Naif al-Mas, Muhannad al-Shanqeeti – Ali Majrashi, Ayman Yahya (82. Hamed al-Ghamdi), Mohammed al-Qahtani (46. Ibrahim Mahnashi), Moteb al-Harbi (65. Haitham Asiri) – Abdullah al-Hamdan, Turki al-Ammar (65. Abdullah Radif), Firas al-Buraikan (82. Sulaiman Hazazi) Cheftrainer: Hervé Renard ( Frankreich) | Saudi-Arabien |
| Marokko                                                                | 1:0 El Berkaoui (45.+4', Foulelfmeter) | | Saudi-Arabien |
| Marokko                                                                | El Moussaoui (45.+1') | Majrashi (53.), Abdulhamid (55.), al-Buraikan (74.), al-Hamdan (90.) | Saudi-Arabien |
| Marokko                                                                | Majrashi (79.) | | Saudi-Arabien |
| 3. Spieltag                                                            | | |               |
| 7. Dezember 2021 um 18:00 Uhr (16:00 MEZ) in Doha (al-Thumama Stadium) | | |               |
| Zuschauer: 8.502                                                       | | |               |
| Schiedsrichter: Andrés Matonte ( Uruguay)                              | | |               |
| Spielbericht                                                           | | |               |

## Jordanien – Palästina 5:1 (2:1)
| Jordanien                                                       | Jordanien | Palästina | Palästina |
| --------------------------------------------------------------- | --- | --- | --------- |
| Jordanien                                                       | \| 3. Spieltag \| \| 7. Dezember 2021 um 18:00 Uhr (16:00 MEZ) in Doha (Stadium 974) \| \| Zuschauer: 9.750 \| \| Schiedsrichter: Alireza Faghani ( Iran) \| \| Spielbericht \| | \| 3. Spieltag \| \| 7. Dezember 2021 um 18:00 Uhr (16:00 MEZ) in Doha (Stadium 974) \| \| Zuschauer: 9.750 \| \| Schiedsrichter: Alireza Faghani ( Iran) \| \| Spielbericht \|                                                                              | Palästina |
| Jordanien                                                       | Yazid Abu Layla – Ahmad Tha’er (46. Hadi al-Hourani), Abdallah Naseeb, Yazan al-Arab, Mohammad Abu Hasheesh – Mohammad Abu Zrayq (86. Ibrahim Sadeh), Baha’ Abdel-Rahman (75. Rajaei Ayed), Ali Olwan, Noor al-Rawabdeh, Yaseen al-Bakhit (60. Mahmoud al-Mardi) – Hamza al-Dardour (75. Yazan al-Naimat) Cheftrainer: Adnan Hamad ( Irak) | Amr Kaddoura – Mohammed Saleh, Abdelatif Bahdari , Yaser Hamed, Mohammed Khalil (79. Ahmed Qatmish) – Khaled Salem (80. Mahmoud Eid), Oday Kharoub, Mohammed Rashid, Mahmoud Abu Warda, Tamer Seyam – Reebal Dahamshi Cheftrainer: Makram Daboub ( Tunesien) | Palästina |
| Jordanien                                                       | 1:0 Abdel-Rahman (9., Foulelfmeter) 2:0 al-Dardour (24.) 3:1 al-Mardi (82.) 4:1 al-Naimat (86.) 5:1 al-Naimat (90.+1') | 2:1 Seyam (44.) | Palästina |
| Jordanien                                                       | Seyam (45.+2') | | Palästina |
| 3. Spieltag                                                     | | |           |
| 7. Dezember 2021 um 18:00 Uhr (16:00 MEZ) in Doha (Stadium 974) | | |           |
| Zuschauer: 9.750                                                | | |           |
| Schiedsrichter: Alireza Faghani ( Iran)                         | | |           |
| Spielbericht                                                    | | |           |